# جو روت
جو روت (30 ديسمبر 1990 في المملكة المتحدة - ) (بالإنجليزية: Joe Root) هو لاعب كريكت بريطاني. شارك مع منتخب إنجلترا للكريكت. أما مع النوادي، فقد لعب مع نادي مقاطعة يوركشاير للكريكت ‏ وSydney Thunder ‏.

## وصلات خارجية
- جو روت على موقع إي آس بي آن كريك إنفو (الإنجليزية)
- جو روت على موقع ويزدن الهند (الإنجليزية)